# Region Zumpango

Gliederung der Region Zumpango

Die Region Zumpango, auch Región XVI, ist eine der 16 Planungsregionen im mexikanischen Bundesstaat México. Im Norden des Staates gelegen erstreckt sie sich von Nordwesten nach Südosten 75 Kilometer und von Südwesten nach Nordosten 40 Kilometer auf einer Fläche von 8.305 Quadratkilometern. Sie besteht aus sieben Municipios der Zona Metropolitana del Valle de México, die Einwohnerzahl beträgt 331.857 (Zensus 2010).

## Municipios

Apaxco
Hueypoxtla
Jaltenco
Nextlalpan
Tequixquiac
Tonanitla
Zumpango